# Geodia inaequalis
Geodia inaequalis är en svampdjursart som beskrevs av James Scott Bowerbank 1873. Geodia inaequalis ingår i släktet Geodia och familjen Geodiidae. Inga underarter finns listade i Catalogue of Life.